# Sattur
Sattur là một thành phố và khu đô thị của quận Virudhunagar thuộc bang Tamil Nadu, Ấn Độ.

## Địa lý
Sattur có vị trí 9°22′B 77°56′Đ / 9,37°B 77,93°Đ Nó có độ cao trung bình là 56 mét (183 feet).

## Nhân khẩu
Theo điều tra dân số năm 2001 của Ấn Độ, Sattur có dân số 31.274 người. Phái nam chiếm 49% tổng số dân và phái nữ chiếm 51%. Sattur có tỷ lệ 75% biết đọc biết viết, cao hơn tỷ lệ trung bình toàn quốc là 59,5%: tỷ lệ cho phái nam là 82%, và tỷ lệ cho phái nữ là 69%. Tại Sattur, 11% dân số nhỏ hơn 6 tuổi.